# Плессур
Плессур (нім. Region Plessur) — регіон у Швейцарії в кантоні Граубюнден.
Адміністративний центр — Кур.

## Громади
У таблиці наведено список громад округу станом на 2022 рік, населення та площа станом на 2019 рік.

| Українська назва | Оригінальна назва    | Код BFS | Населення | Площа |
| ---------------- | -------------------- | ------- | --------- | ----- |
| Ароза            | Arosa                | 3921    | 3145      | 154,8 |
| Кур              | Chur                 | 3901    | 37082     | 54,2  |
| Курвальден       | Churwalden           | 3911    | 1912      | 48,5  |
| Чирчен-Праден    | Tschiertschen-Praden | 3932    | 307       | 27,7  |